# Естадио Ел Мадригал
Естадио де ла Серамика (на испански: Estadio de la Cerámica), е футболен стадион във Виляреал, Автономната област Валенсия, Испания. На него играе домакинските си срещи Виляреал. Построен е през 1923 г., а официално е открит на 17 юни същата година с мач между отборите на „Сервантес“ и Кастельон. Първоначално носи името „Кампо дел Виляреал“ (Campo del Villarreal), но две години по-късно е преименуван с името си, което носи и до днес.
Първият му основен ремонт се извършва преди сезон 1952-53, при който размерът на терена е разширен от 95 х 65 m на 105 х 65 m.
През 2005 г. е извършено второ разширение и модернизация, като капацитетът е увеличен на 24 890 седящи места. Стадионът е оборудван с козирки и отговаря на всички изисквания на УЕФА за провеждане на срещи от Шампионска лига.